# Arne Waack
Arne Waack (* 30. September 1977 in Eutin) ist ein deutscher Moderator, Journalist und Werbesprecher.

## Leben
Während seines Studiums der Politikwissenschaft an der Christian-Albrechts-Universität zu Kiel (1998–2002) arbeitete Waack bei NDR 1 Welle Nord als Reporter. Ab 2001 war Waack Autor beim Jugendradio des NDR, N-JOY. Ab 2003 moderierte Waack bei N-JOY die wöchentliche Live-Rubrik „Bei Anruf frei“, wo er Hörer bei der Arbeit vertrat. Ab 2005 änderte sich der Name der Rubrik auf „Arne-Alarm“, wofür sich die Hörer Waack für verschiedene Events oder Situationen „buchen“ konnten.
Waacks Engagement beim NDR endete 2012 mit Beginn von „Arnes Abend“, einer Radioshow auf RADIO SALÜ. 2014 wechselte Waack zum privaten Radiosender delta radio, wo er bis 2016 „Der delta radio Nachmittag mit'm Arne“ moderierte.
Seit 2010 ist Waack Moderator für Galas, Bühnenevents und Improshows. Seit 2012 ist Waack Bestandteil der „Martina-Straten-Show“ auf RADIO SALÜ mit der Rubrik „Hochs und Tiefs unserer Woche“ sowie Sprecher für Werbung und Hörspiel- und Synchronsprecher. Seit 2018 ist Waack Moderator am Nachmittag bei Radio Roland in Bremen und bei STAR FM 87,9 - MAXIMUM ROCK in Berlin.